# Elite (videogioco)
Elite è un videogioco di simulazione spaziale, scritto in origine da David Braben e Ian Bell, pubblicato per la prima volta da Acornsoft nel 1984 per i computer BBC Micro e Acorn Electron e successivamente portato su molte altre piattaforme, principalmente edito da Firebird. Alla versione originale seguirono quelle per i computer ZX Spectrum, Commodore 64 e Apple II nel 1985, Amstrad CPC nel 1986, MS-DOS con scheda grafica CGA, MSX e Tatung Einstein nel 1987, Atari ST e Amiga nel 1988. Nel 1991 uscì per NES (unica versione per console) e per Acorn Archimedes, inoltre uscì Elite Plus per MS-DOS con scheda grafica EGA o MCGA e per PC-98.
Il giocatore, ai comandi di un'astronave, può aggirarsi liberamente in un vasto universo con grafica tridimensionale, cercando opportunità di commercio e all'occorrenza combattendo.
Il nome del gioco deriva dall'obiettivo di procedere nella classifica di combattimento attraverso vari gradi fino a raggiungere quello, del tutto eccezionale, di Elite.
Al momento del lancio Elite presentava un modello di gioco del tutto nuovo, caratterizzato da una struttura totalmente aperta, un motore di gioco avanzato e una grafica tridimensionale wireframe rivoluzionaria per l'epoca.
Fu un grande successo di critica e di vendite, e un valido esempio di videogioco sandbox, quando questo termine ancora non esisteva.
Elite è considerato un classico e, oltre ad avere alcuni seguiti ufficiali, ha influenzato molti titoli successivi nella storia dei videogiochi.

## Modalità di gioco
Elite unisce il combattimento fra astronavi con un sistema di commercio di beni di vario tipo (derrate alimentari, computer, minerali, ecc., comprese merci potenzialmente illegali come droghe e schiavi) fra i pianeti della galassia. Il personaggio del giocatore, di default denominato Commander Jameson, parte dalla stazione di Lave con un patrimonio di 100 crediti e una nave Cobra Mark III con un armamento leggero. I profitti del commercio possono venire investiti in migliorie all'arsenale e alla dotazione della nave spaziale.
Elite utilizza visuale in prima persona dall'abitacolo dell'astronave e grafica 3D. La grafica è di tipo wireframe e perlopiù monocromatica nelle versioni a 8 bit realizzate per prime, mentre quelle a 16 bit e 32 bit si avvalgono di una più avanzata grafica 3D completamente solida. Nello spazio si possono incontrare molti tipi di velivoli, possibili avversari a seconda delle circostanze, riconoscibili dalla sagoma. Un radar tridimensionale posto nel quadro comandi sotto la visuale aiuta a rilevarne la posizione relativa.
Nel gioco sono presenti otto galassie, ciascuna con 256 pianeti da esplorare, per un totale di oltre 2000. Ogni pianeta ha proprie caratteristiche politiche ed economiche, consultabili dalle mappe, che danno indizi sulla domanda e offerta di beni che si troverà sul posto, e sulla probabilità di fare incontri pericolosi.
L'interazione del giocatore con tali pianeti, però, si riduce alla sola stazione in orbita intorno a essi, in quanto non è possibile per l'astronave scendere sulla superficie. La compravendita di merci e forniture avviene sulle stazioni, tramite menù di testo (o anche rappresentazioni grafiche nelle conversioni più avanzate).
Il giocatore può impostare la propria carriera come preferisce: può decidere ad esempio di comportarsi come commerciante, cacciatore di taglie, minatore, contrabbandiere o pirata.
Per le attività minerarie bisogna procurarsi appositi laser adatti a frantumare gli asteroidi. La pirateria consiste nel distruggere convogli e poi raccoglierne il carico alla deriva nel vuoto, ma con tali azioni si diventa ricercati. Si può essere a propria volta attaccati da pirati o, se si ha una condotta criminale, da polizia e cacciatori di taglie.
Progredendo nel gioco si potrà essere contattati per ricevere proposte di svolgere specifiche missioni retribuite.
Non ci sono punteggi e obiettivi predefiniti, a parte la scalata nella classifica di combattimento. La versione originale per BBC calcola la graduatoria basandosi sul numero di abbattimenti, non sulla loro difficoltà; altre versioni usano sistemi di punteggi diversi.
Il movimento tra i pianeti è limitato a quelli all'interno del raggio d'azione dei motori dell'astronave (sette anni luce), che possono essere riforniti dopo aver attraccato alla stazione spaziale in orbita attorno al pianeta - un compito difficile in mancanza di autopilota, poiché richiede di mettere in rotazione sincrona il proprio veicolo con la stazione. Il viaggio fra le galassie può essere effettuato solo attraverso l'uso di un accessorio estremamente costoso e monouso, l'"iperspazio galattico". In pratica, ci sono poche differenze fra una galassia e l'altra.
È possibile, previo acquisto del fuel scoop, ricaricare l'energia (necessaria all'astronave per spostarsi nell'iperspazio tra un sistema e l'altro) facendo quello che il manuale chiama "surf sul sole", ovvero portando la propria astronave a sfiorare la superficie della stella così da farle ricaricare completamente le batterie. La possibilità di ricaricare le batterie dell'astronave rende il giocatore indipendente dall'operazione di rifornimento da effettuarsi presso la stazione spaziale.
Vi è però un pericolo insito in tale manovra, ovvero il surriscaldamento della nave che, se eccessivo, può portarla alla distruzione.
Il nemico più temibile nell'universo di Elite sono le astronavi Thargoid della potente specie aliena insettoide dei Thargon: si tratta di dischi volanti di forma ottagonale dotati di scudi potentissimi, della capacità di "saltare" a loro piacimento nel cosiddetto Witch Space (iperspazio in cui è possibile viaggiare a velocità superiori a quelle della luce) e dotati della possibilità di lanciare i cosiddetti Tharglet, un gruppo di otto piccole navi telecomandate che fanno fuoco insieme al disco-madre. Se il giocatore riesce ad abbattere il Thargoid gli è poi possibile recuperare i Tharglet e rivenderli a caro prezzo come manufatti alieni.

## Versioni
Nel 1984 furono pubblicate tre versioni di Elite: per BBC B dischetto, BBC B cassetta e Acorn Electron cassetta. Solo la prima ha le missioni e tutti i tipi di astronavi. Quella per Electron inoltre è completamente monocromatica anche nel quadro comandi.
Successivamente uscirono versioni migliorate per BBC con coprocessore 6502 (1985) e per BBC con coprocessore 6502 oppure BBC Master (1986).
Quasi tutte le conversioni per altri computer del 1985-1988 furono pubblicate dalla Firebird, in parte con l'etichetta "Gold"; le versioni a 16 bit uscirono anche con l'etichetta Rainbird della stessa azienda.
La versione Amstrad CPC ha un paio di tipi di astronavi in meno e soffre molto di lentezza. La versione Commodore 64 è più lenta di quella BBC, ma ha diversi miglioramenti, tra cui nuove missioni e la razza aliena infestante dei Trumbles. Le versioni Amiga e Atari ST sono molto potenziate graficamente e dotate di 3D solido; quella per Amiga in particolare ha ulteriori migliorie anche nel combattimento.
La versione MSX contiene descrizioni dei pianeti totalmente diverse rispetto alle descrizioni dell'originale; tendono a toccare tematiche leggermente più "adulte" rispetto alle descrizioni dell'originale.
La versione di Elite per Nintendo Entertainment System, pubblicata solo in Europa da Imagineer nel 1991, è l'unica versione per console; è caratterizzata da una nuova interfaccia a icone posta tra la visuale e il quadro comandi, resa indispensabile dal fatto che il NES, a differenza dei computer, non dispone di una tastiera con la quale attivare i numerosi comandi del gioco.
Elite per Acorn Archimedes, anche noto non ufficialmente come ArcElite, venne scritto da Warren Burch e Clive Gringras e pubblicato nel 1991 da Hybrid. Oltre al 3D solido, ha grandi miglioramenti nell'intelligenza artificiale delle altre astronavi, che ingaggiano in proprie battaglie indipendenti alle quali si può prendere parte o meno. Il gioco non sembra più incentrato solamente sul giocatore: flotte di trasporti con scorte effettuano i propri commerci, formazioni di pirati pattugliano sistemi fuorilegge, la polizia dà la caccia ai pirati, e nelle cinture di asteroidi si incontrano navi minatore.
Elite Plus, pubblicato nel 1991 da Microprose (che aveva acquisito la Telecomsoft e l'etichetta Rainbird) per MS-DOS con scheda grafica EGA o MCGA e in Giappone per PC-98, è una versione dotata di grafica ulteriormente migliorata a 256 colori rispetto al primo Elite per DOS, che già era in 3D solido.
Demo per Game Boy e Mega Drive vennero prodotti dalla Hybrid nel 1994, ma lo sviluppo di queste versioni venne abbandonato.

## Documentazione
Il manuale originale di Elite è molto dettagliato, sia sulle complessità del gioco, sia sulle note di ambientazione.
Con il gioco originale inoltre è incluso The Dark Wheel, un racconto di Robert Holdstock che introduce i nuovi giocatori ai codici morali e legali da rispettare nel gioco. Con Elite Plus è incluso invece il racconto Imprint di Andy Redman.

## Colonna sonora
L'originale per BBC Micro non ha una colonna sonora, ma in molte delle conversioni è presente il brano classico Sul bel Danubio blu.

## Sviluppo
Gli autori originali di Elite sono i britannici David Braben e Ian Bell.
Braben iniziò a dedicarsi alla programmazione su un Acorn Atom ricevuto nel 1981, prima di iniziare l'università. Diventato abile con l'Assembly, iniziò a realizzare amatorialmente uno sparatutto 3D ambientato su un campo stellare in movimento, chiamato Fighter.
Anche Ian Bell iniziò con un Atom e si mise a sviluppare giochi. Quando finalmente poté permettersi di comprare la raccolta di giochi commerciali per Atom, si rese conto che quelli fatti da lui erano molto meglio. Casualmente, anche Bell creò un motore di grafica spaziale 3D, per quello che poi sarebbe divenuto il gioco commerciale Freefall della Acornsoft.
Braben e Bell andarono entrambi al Jesus College e scoprirono il loro interesse comune. Secondo quanto racconta Braben, discussero di come poter introdurre nei loro giochi spaziali un senso di avanzamento, ad esempio guadagnando con il commercio per acquistare progressivi potenziamenti dell'astronave, da questo nacque poi l'idea di Elite.
Braben e Bell decisero quindi di unire le forze. Gli elementi di ispirazione per Elite vennero da varie fonti, tra cui la sequenza di attracco del film 2001: Odissea nello spazio, il gioco di ruolo Traveller, e molte altre opere di fantascienza. Del precedente gioco Freefall invece rimase solo qualche citazione.
Una versione quasi finale di Elite venne proposta alla Thorn EMI per la pubblicazione, ma l'azienda non riteneva commercialmente adeguato un gioco che si discostava molto dai tipici giochi arcade del periodo, e richiedeva una seconda cassetta per il salvataggio. Quando venne proposto alla Acornsoft, per la quale Bell già lavorava, i referenti dell'azienda furono invece entusiasti, secondo Braben perché erano veramente videogiocatori e comprendevano meglio il gioco.
Lo sviluppo richiese circa due anni, ma ci fu molto tempo per raffinarlo prima dell'uscita, e portarlo sul BBC Micro non diede particolari problemi. Il lancio del 1984, per BBC ed Electron, avvenne con un'importante campagna pubblicitaria della Acornsoft.
L'azienda era certa di avere per le mani un prodotto speciale e fu realizzata una confezione molto ricca di extra. Fu organizzato un evento pubblico di presentazione del gioco al Thorpe Park (dove erano state recentemente aperte le prime montagne russe sotterranee del mondo), una pratica inedita all'epoca.
Braben e Bell non riuscirono a ottenere dalla Acornsoft percentuali molto alte sulle vendite, ma in compenso mantennero i diritti sulle conversioni per altri sistemi, cosa che si rivelò un grande affare per i due. Circa un anno e mezzo dopo, quando le vendite andavano alla grande, le aziende parteciparono a un'asta per accaparrarsi i diritti di conversione. La Telecomsoft vinse l'asta (l'evento finì anche sul notiziario) per la sua etichetta Firebird.
Braben e Bell stessi svilupparono molte delle conversioni a 8 bit, tra cui Commodore 64, Apple II e NES, mentre l'azienda britannica Torus fece quelle per computer basati sul processore Z80 (Amstrad CPC, ZX Spectrum, Tatung Einstein). I risultati non furono sempre all'altezza dell'originale, ma comunque Braben e Bell cercarono sempre di arricchire le versioni successive con nuove missioni.
Presto si cominciò a pensare a un seguito, ma Bell abbandonò il progetto. Fin dal 1988 Braben lavorò da solo a Frontier: Elite II (ultima volta che affrontò un'impresa del genere in solitario), che finì per avere tempi di sviluppo eccessivamente lunghi e non ebbe risonanza quanto il predecessore quando uscì nel 1993.
Pur non lavorando più insieme da tempo, Braben e Bell finirono per litigare. Secondo Braben, Bell aveva ancora una percentuale sui guadagni di Frontier, ma non sui titoli successivi, e la cosa diede problemi.
Nel 1999/2000 Braben minacciò azioni legali riguardo alla decisione di Bell di rendere disponibili tutte le versioni di Elite come abandonware; la questione sembra poi essersi chiusa, e anche lo stesso Braben mise gratuitamente a disposizione una versione di Elite classico. 

## Accoglienza
Elite divenne un grande successo specialmente sul BBC Micro e la sua serie fu tra le più influenti di tutti i tempi. Secondo la rivista Retro Gamer, la vera forza del gioco è nelle possibilità e opzioni che dà, e nell'ambiente realistico che crea, che all'epoca sembrava eccezionalmente nuovo e interessante; anche decenni dopo, nonostante la grafica datata e il commercio semplicistico, vale ancora la pena di giocarlo.
Elite vendette circa 150 000 copie per BBC Micro, vale a dire quasi una per ogni BBC Micro che era stato venduto. Quando raggiunse il traguardo delle 100 000 copie vendute nel Regno Unito, perfino il notiziario della TV britannica BBC gli dedicò un servizio. I venditori usavano dire che Elite da solo era un buon motivo per comprare un BBC Micro.
Molte delle conversioni, specialmente quelle per i sistemi a 8 bit, furono accolte entusiasticamente quasi quanto l'originale BBC.
Numerosi furono i riconoscimenti speciali della critica, tra i quali:
- Primo posto nella classifica dei migliori giochi rétro in assoluto votata dai lettori della rivista Retro Gamer nel 2004[29]
- Miglior gioco dell'anno 1985 secondo la rivista Videogiochi[30]
- Premio Tilt d'or 1986 della rivista Tilt come miglior gioco di strategia, nella versione Commodore 64[31]
- Miglior gioco originale dell'anno 1984 ai Golden Joystick Awards[32]
- Gioco dell'anno, miglior gioco arcade (per computer) e miglior gioco per ZX Spectrum ai Game of the Year Awards 1985 della rivista Computer Gamer[33]
- Miglior gioco per ZX Spectrum del 1985 nella classifica votata dai lettori della rivista Crash[34]
- Terzo videogioco più influente di tutti i tempi secondo The Times Online nel 2007[35]

## Serie
Sono stati creati tre seguiti ufficiali di Elite: Frontier: Elite II e Frontier: First Encounters pubblicati dalla ditta statunitense GameTek, ed Elite: Dangerous pubblicato dalla Frontier Developments di David Braben.
Frontier: Elite II fu sviluppato da David Braben, mentre Ian Bell non fu coinvolto, e pubblicato nel 1993 per Amiga, Atari ST e MS-DOS, e rappresentò un considerevole passo in avanti rispetto all'originale Elite, con grafica tridimensionale a colori anche con superfici curve, generazione procedurale dei sistemi stellari, fisica accurata, ecc. La sua data di uscita fu però tardiva e ciò lo rese meno notevole.
Frontier: First Encounters, pubblicato nel 1995 per MS-DOS, fu il primo della serie sviluppato da una vera e propria squadra diretta da Braben. Era notevole per i paesaggi frattali, le missioni con alieni, la grande mole di informazioni date anche da diverse testate giornalistiche consultabili nel gioco; soffrì molto però di bachi e problemi tecnici, secondo Braben a causa dell'uscita affrettata voluta da GameTek.
Elite: Dangerous, pubblicato nel 2014 per Windows e successivamente per Macintosh, PlayStation 4 e Xbox One, rappresenta un rilancio della serie dopo quasi vent'anni, di genere massively multiplayer online, finanziato con crowdfunding.
Dalla serie di Elite, in particolare sulla scia dell'uscita di Elite: Dangerous, sono stati tratti anche altri tipi di opere con licenza ufficiale: due giochi di ruolo da tavolo, Elite Encounters (2017) ed Elite: Dangerous Role Playing Game (2017), e numerosi romanzi, tra cui And Here the Wheel, Docking Is Difficult, Elite: Legacy, Lave Revolution, Mostly Harmless, Nemorensis, Out of the Darkness, Premonition, Reclamation, Tales from the Frontier, Wanted.

## Cloni e imitazioni
La conversione di Elite per Commodore Plus/4 è amatoriale e non ufficiale e uscì in diverse versioni entro il 1989.
Un'altra conversione non ufficiale esiste per Enterprise.
Una variante della versione originale per BBC Micro di Elite con molte novità, in origine chiamata Elite III, ma ora nota come Elite-A per minimizzare la confusione, fu creata da Angus Duggan disassemblando e modificando il codice 6502 della versione commerciale. Nel 1997 ottenne il permesso di essere pubblicata come mod. Include molti altri tipi di nave, un numero maggiore di navi pilotabili dal giocatore, missioni di consegna di merci, equipaggiamento extra e numerose modifiche al metodo di gioco.
Sono stati pubblicati numerosi giochi simili a Elite. Uno dei più plateali fu Federation of Free Traders (1989), prodotto da Gremlin Graphics per l'Atari ST e l'Amiga, che era praticamente un plagio di Elite.
Altri titoli ispirati a Elite includono Deep Space (1986), S.T.A.G. (1988), Space Rogue (1989), Xiphos (1990), Wing Commander: Privateer (1993), Exodus 3010 (1993), Hardwar (1998), X: Beyond the Frontier (1999), Freelancer (2003), EVE Online (2003), e nonostante la diversa ambientazione l'influenza si può sentire anche in Grand Theft Auto 3 (2003).
Elite Starfighter (2004) si rifà dichiaratamente all'originale.
Sono stati fatti molti tentativi di sviluppare versioni moderne non commerciali di Elite, alcuni riusciti.
In particolare Oolite (Object Oriented Elite, 2004), una versione OpenGL per il macOS poi convertita per Linux e Windows, sebbene nato come una prova, in seguito divenne molto conosciuto.
Elite: The New Kind venne sviluppato da Christian Pinder nel 1999 convertendo l'originale BBC Micro in codice open source, dal quale vennero create versioni amatoriali per molte piattaforme più recenti. Tuttavia nel 2003 David Braben ne richiese il ritiro per rispetto del copyright. Nel 2014 Ian Bell, in occasione del trentennale di Elite, ne riconsentì la distribuzione come freeware.
Un altro titolo open source multipiattaforma è Vega Strike.